# Vương Cáo
Vương Cáo (王郜) là một quân phiệt vào cuối thời nhà Đường, kế vị cha giữ chức Nghĩa Vũ tiết độ sứ vào năm 895, và giữ chức vụ này cho đến năm 900.
Cha ông là Vương Xử Tồn, trở thành Nghĩa Vũ tiết độ sứ vào năm 879. Dưới quyền của cha, Vương Cảo giữ chức phó đại sứ. Sau khi Vương Xử Tồn qua đời vào năm 895, các binh sĩ tôn Vương Cáo làm lưu hậu. Đường Chiêu Tông do đó bổ nhiệm ông giữ chức lưu hậu, rồi tiết độ sứ. Năm 897, Đường Chiêu Tông ban cho Vương Cáo chức Đồng bình chương sự.
Đương thời, Tuyên Vũ tiết độ sứ Chu Toàn Trung và Hà Đông tiết độ sứ Lý Khắc Dụng là địch thủ của nhau. Năm 900, Chu Toàn Trung khiển bộ tướng là Trương Tồn Kính (張存敬) đem quân tiến về phía bắc để chinh phục các đồng minh của Lý Khắc Dụng ở phía đông Thái Hành Sơn, trong đó có Vương Cáo. Sau khi buộc Thành Đức tiết độ sứ Vương Dung phải quy phục, Trương Tồn Kính tiến công Nghĩa Vũ. Vương Cáo khiển thúc phụ là hậu viện đô tri binh mã sứ Vương Xử Trực đem vài vạn binh lính chống cự lại quân của Trương Tồn Kính. Vương Xử Trực đề xuất không giao chiến ngay lập tức với quân Tuyên Vũ, mà nên khiến cho quân Tuyên Vũ mệt mỏi trước rồi mới giao chiến sau, tuy nhiên Vương Cáo lại không nghe theo ý của thúc phụ. Vương Cáo theo ý của quan khổng mục Lương Vấn (梁汶) rằng quân Nghĩa Vũ có lợi thế về số lượng và nên đối đầu trực tiếp, vì thế ông lệnh cho Vương Xử Trực phải lập tức giao chiến. Tuy nhiên, Trương Tồn Kính đánh bại Vương Xử Trực, quân Nghĩa Vũ tổn thất nặng nề và một nửa bị giết chết; dư bộ hộ tống Vương Xử Trực chạy về thủ phủ Định châu.
Trước thất bại của thúc phụ, Vương Cáo lo sợ nên quyết định chạy đến Hà Đông. (Các binh sĩ Nghĩa Vũ sau đó ủng gộ Vương Xử Trực làm lưu hậu, và Vương Xử Trực đã có thể thiết lập hòa bình với Chu Toàn Trung.) Lý Khắc Dụng trao cho Vương Cáo chức vụ danh dự là kiểm hiệu thái úy. Ông qua đời vào đầu những năm Thiên Phục (901-904) ở Tấn Dương.